# Kemoterapi
Kemoterapi, cytostatika, cellgifter, avser en läkemedelsbehandling mot cancer som ospecifikt slår mot alla celler i kroppen som delar sig snabbt och framförallt tumörceller kommer att gå in i programmerad celldöd vilket bromsar tumörens tillväxt. Kemoterapi används vid många tumörsjukdomar, bland annat som behandling före och efter kirurgi, för att döda de cancerceller som inte kan avlägsnas kirurgiskt. Cellgifter kan också ges i samband med kortison som behandling av autoimmuna sjukdomar; detta för att minska mängden kortison man måste ge. 

## Verkan
Gemensamt för all cytostatika är att de hämmar cellreproduktionen. Detta gäller i synnerhet snabbväxande celler. Dagens cytostatika är oselektiva i sin verkan, vilket medför att även normala celler påverkas, vilket i sin tur leder till biverkningar och begränsar de doser som kan ges till individen. I modern cancerterapi ges vanligen kombinationer av olika cytostatika med sinsemellan olika verkningsmekanism och biverkningsprofil (multiterapi). Orsaken är att det ökar den toxiska effekten på tumörcellerna samtidigt som risken för resistensutveckling mot läkemedlen minskar.
Vid leukemier ("blodcancer") kan cytostatika som enda behandlingsform vara tillräcklig för att åstadkomma bot, men oftast används cytostatika som en av flera komponenter där kirurgi och strålbehandling vanligtvis är de övriga viktigaste beståndsdelarna.

## Biverkningar
Nackdelen med kemoterapi är allvarliga biverkningar som cancerpatienten drabbas av. Till vanliga biverkningar hör benmärgssvikt, med anemi, trombocytopeni och immunbrist som följd. Illamående, utmattning och håravfall är tre andra vanliga biverkningar av kemoterapeutisk behandling. En långsiktig biverkning är sekundära maligniteter som är nya tumörer som uppstått på grund av cellgiftsbehandlingen; de blir kliniskt kännbara flera år efter avslutad behandling. Skalpkylning har blivit en allt mer populär metod för att motverka biverkningen håravfall.